# Bouzeron (Weinbaugebiet)

Die Côte Chalonnaise. Bouzeron befindet sich im Norden dieser Weinbauregion.

Das Weinbaugebiet Bouzeron ist eine kleine Gemeindeappellation in der nordwestlichen Ecke des Weinbaugebietes Côte Chalonnaise im Burgund. Seit dem 17. Februar 1998 besitzt sie den Status einer Appellation d’Origine Contrôlée für Wein, der einzig aus der im Burgund beheimateten weißen Aligoté-Traube gekeltert wird. Die Rebfläche beträgt etwa 51 Hektar verteilt über die beiden Gemeinden Bouzeron und Chassey-le-Camp. Die durchschnittliche Jahresproduktion zwischen 2004 und 2008 betrug 2886 Hektoliter.

## Geographie, Klima und Boden
Bouzeron liegt nur wenige Kilometer südlich der Weinbaugebiete Chassagne-Montrachet und Santenay. Die Rebflächen liegen in einer Höhe von 270 m bis 350 m beiderseits der Gemeinde Bouzeron an den Hängen der Montagne de l’Ermitage im Nordwesten und der Montagne de la Folie im Südosten. Das Klima ist kontinental.
Die Rebstöcke stehen auf nährstoffarmen Lehm- und Kalkböden, die nur in einer dünnen Schicht über felsigem Untergrund liegen. Die Landschaftsform entstand im Mittel- und Oberjura vor etwa 155 bis 160 Mio. Jahren.

## Charakter
Nachdem Bouzeron bereits 1979 den Status als Bourgogne Aligoté de Bouzeron erhalten hatte, war es vor allem das Wirken von Aubert de Villaine, dem Miteigentümer der Domaine de la Romanée-Conti und einem der führenden Winzer in Bouzeron, das zu einer entscheidenden Qualitätssteigerung der Weine führte. Das Resultat war die Anerkennung als eigenständige Appellation im Jahre 1998. 
Im Weinbaugebiet gelangt eine besondere Variante der Aligoté-Traube zum Anbau, die sogenannte Aligoté doré. Sie erbringt niedrigere Erträge und aromatischere Weine als die Schwestertraube Aligoté vert. Die Weine zeichnen sich durch angenehme Frische und Mineralität mit Anklängen von Zitrusfrüchten aus. Das Alterungspotential der Weine ist gering. Sie werden am besten innerhalb von zwei bis drei Jahren getrunken.